# 穆尔河畔施泰因海姆
穆尔河畔施泰因海姆（德語：Steinheim an der Murr，發音：[ˈʃtaɪnˌhaɪm ʔan deːɐ̯ ˈmʊʁ]）是德国巴登-符腾堡州斯图加特行政区路德维希堡县的城市，面积23.18平方千米，2023年12月31日人口为12,082人。